# Stane Kregar
Stane Kregar, slovenski slikar, rimokatoliški duhovnik, učitelj in Prešernov nagrajenec, * 10. november 1905, Zapuže pri Dravljah, † 1. avgust 1973, Ljubljana.

## Življenje in delo
Slovenski slikar Stane Kregar se je rodil v Zapužah pri Dravljah 10. novembra 1905. Leta 1917 se je vpisal na Škofijsko klasično gimnazijo in prav v teh gimnazijskih letih je v njem zorel klic za duhovniški poklic. Zato se je po maturi vpisal na Teološko fakulteto v Ljubljani.  Mašniško posvečenje mu je tako leta 1929 podalil škof Gregorij Rožman. Ta ga je naslednje leto poslal študirat na Akademijo likovnih umetnosti v Prago, kjer se je Kregar navdušil za modernizem in se tako pridružil tamkajšnji kubistični šoli. Ko je leta 1935 z odličnim uspehom diplomiral pri češkem profesorju Maxu Švabinskem, se je vrnil v Ljubljano in služboval kot profesor risanja na Škofijski klasični gimnaziji, kjer je delal vse do ukinitve šole leta 1945. Kot slikar se je prvič predstavil slovenski javnosti z razstavo v Jakopičevem paviljonu leta 1936. V svet abstraktnega, nefigurativnega slikarstva je zavestno vstopil leta 1950. Znan je predvsem po svojih sakralnih delih, saj je izdelal množico barvnih oken, fresk, mozaikov, oltarnih slik in bogoslužnih oblačil. Leta 1971 je prejel Prešernovo nagrado za življenjsko delo. Umrl je v 1. avgusta 1973 in je pokopan na šentviškem pokopališču.
1. 1 2  RKDartists